# Coldwater (film)
Pour plus de détails, voir Fiche technique et Distribution.
Coldwater est un film dramatique américain, réalisé par Vincent Grashaw, et écrit par Grashaw et Mark Penney.

## Synopsis
Coldwater est un film dénonçant l'opacité et le manque de législation autour des centres de redressements américains, à travers la quête de vérité portée par le "détenu" Brad Lunders.

## Fiche technique
- Titre : Coldwater
- Réalisation : Vincent Grashaw
- Scénario : Vincent Grashaw et Mark Penney
- Direction artistique : Geoff Flint
- Décors : Matt Corder
- Costumes : Tricia Grashaw
- Montage : Eddie Mikasa
- Musique : Chris Chatham et Mark Miserocchi
- Photographie : Jayson Crothers
- Son :
- Production : Kris Dorrance, Dave Gare et Vincent Grashaw
- Sociétés de production : Flying Pig Productions, Gare Farrand Entertainment et Skipping Stone Entertainment
- Sociétés de distribution : Breaking Glass Pictures (USA)
- Pays d’origine : États-Unis
- Langue originale : anglais
- Format : couleur - 2,35:1 - son Dolby numérique
- Genre : drame
- Durée : 104 minutes
- Dates de sortie :
  -  États-Unis : 10 mars 2013 (South by Southwest 2013)
  -  France : 9 juillet 2014
- Film interdit aux moins de 12 ans

## Distribution
- P.J. Boudousqué : Brad Lunders
- James C. Burns : le colonel Frank Reichert
- Chris Petrovski : Gabriel Nunez
- Octavius J. Johnson : Jonas Williams
- Nicholas Bateman : Josh Warrick
- Stephanie Simbari : Erin Rose
- Clayton LaDue : Trevor
- Mackenzie Sidwell Graff : Casey
- Chaunecy Leopardi : Eddie
- Scott MacArthur : Gillis (Eddy Frogeais VF)